# Vyšná Slaná
Vyšná Slaná (deutsch Obersalz, ungarisch Felsősajó) ist eine Gemeinde im Osten der Slowakei mit 422 Einwohnern (Stand 31. Dezember 2024), die zum Okres Rožňava, einem Teil des Košický kraj, gehört.

## Geographie
Die Gemeinde befindet sich im südöstlichen Teil des Slowakischen Erzgebirges am Oberlauf der Slaná, genauer in den Stolické vrchy. Durch den Ort fließen neben der Slaná auch die Bäche Dolina und Šajba. Der höchste Punkt des Gemeindegebiets ist der Berg Veľký Radzim mit 991 m n.m. Das Ortszentrum liegt auf einer Höhe von 491 m n.m. und ist acht Kilometer von Dobšiná sowie 28 Kilometer von Rožňava entfernt.
Nachbargemeinden sind Dobšiná im Norden, Vlachovo im Osten, Kobeliarovo im Südosten, Brdárka im Süden und Rejdová im Westen.

## Geschichte
Vyšná Slaná wurde zum ersten Mal 1362 als Sayowfey schriftlich erwähnt und war damals Besitz des Geschlechts Bebek aus Štítnik. Die durch deutsche Kolonisierung besiedelte Ortschaft war vom Anfang an durch Bergbau geprägt, wenngleich im 15. Jahrhundert Walachen kamen, die vorwiegend als Hirten beschäftigt waren. 1427 wurden in einem Steuerverzeichnis 38 Porta verzeichnet. Um die Mitte des 16. Jahrhunderts wurde das Geschlecht Andrássy neuer Besitzer der Ortsgüter. 1828 zählte man 61 Häuser und 582 Einwohner, die als Bergleute, Hammerwerkarbeiter, Hirten und Köhler beschäftigt waren.
Bis 1918/1919 gehörte der im Komitat Gemer und Kleinhont liegende Ort zum Königreich Ungarn und kam danach zur Tschechoslowakei beziehungsweise heute Slowakei. Das letzte noch arbeitende Bergwerk wurde 1975 stillgelegt.

## Bevölkerung
| Jahr                | 1994 | 2004    | 2014    | 2024     |
| ------------------- | ---- | ------- | ------- | -------- |
| Anzahl der Personen | 582  | 529     | 505     | 422      |
| Unterschied         |      | −9,10 % | −4,53 % | −16,43 % |

| Jahr                | 2023 | 2024    |
| ------------------- | ---- | ------- |
| Anzahl der Personen | 420  | 422     |
| Unterschied         |      | +0,47 % |

Nach der Volkszählung 2011 wohnten in Vyšná Slaná 510 Einwohner, davon 496 Slowaken und ein Deutscher. 13 Einwohner machten keine Angabe zur Ethnie.
412 Einwohner bekannten sich zur Evangelischen Kirche A. B., 27 Einwohner zur römisch-katholischen Kirche, drei Einwohner zur griechisch-katholischen Kirche und zwei Einwohner zur reformierten Kirche; ein Einwohner bekannte sich zu einer anderen Konfession. 36 Einwohner waren konfessionslos und bei 29 Einwohnern wurde die Konfession nicht ermittelt.

## Bauwerke und Denkmäler
- evangelische Kirche im spätgotischen Stil aus dem Jahr 1506, im 17. und 18. Jahrhundert teilweise im Renaissance- beziehungsweise Barockstil gestaltet
- Landsitz im Barockstil aus dem Jahr 1700
- SNP-Denkmal
- Gedenktafel an den Schriftsteller Fraňo Kráľ (1903–1955), der zeitweise als Lehrer in Vyšná Slaná tätig war

## Söhne und Töchter der Gemeinde
- Juraj Daniel-Szabó (1919–1990), Physiker